# Hans-Werner Matern
Hans-Werner Matern (* 19. Oktober 1906 in Rostock; † 1996 in Lübeck) war ein deutscher Landschaftsmaler.

## Leben
Hans-Werner Matern war ein Sohn des Rostocker Uhrmachers und Goldarbeiters Albert Matern. Um 1911 verzog die Familie nach Lübeck, wo der Vater erneut Inhaber einer Uhren-Reparatur Werkstatt war. Matern besuchte zunächst in Lübeck die Kunstschule von Willibald Leo von Lütgendorff-Leinburg. Es folgten Studien bei Ferdinand Spiegel in Berlin, bei Constantin Gerhardinger in München und bei Georg Burmester an der Kunstakademie Kassel. Ab 1927 unterrichtete er als akademischer Zeichenlehrer in Lübeck, Kassel und Hagen. 1939 erhielt er den Albrecht-Dürer-Preis der Stadt Nürnberg. 1940 wurde er zum Kriegsdienst eingezogen. Nach dem Zweiten Weltkrieg begann er seine Tätigkeit als freiberuflicher Maler in Lübeck.
Materns meist kleinformatigen, in pastösem Farbauftrag gefertigten Bilder entstanden vorrangig vor der Natur. Er malte in erster Linie die Motive seiner norddeutschen Heimat, etwa das Lübecker Gängeviertel und den Malerwinkel, die Siedlungen Gothmund und Israelsdorf an der Trave, den Niendorfer Hafen und das Brodtener Ufer an der Ostsee aber auch in der Lüneburger Heide. Studienreisen führten ihn an den Gardasee und weiter über Sizilien bis Marokko oder in das damalige Jugoslawien.